# LeAnn Rimes/Diskografie
Diese Diskografie ist eine Übersicht über die musikalischen Werke der US-amerikanischen Country- und Pop-Sängerin LeAnn Rimes. Den Schallplattenauszeichnungen zufolge hat sie bisher mehr als 30,2 Millionen Tonträger verkauft, davon alleine in ihrer Heimat über 25 Millionen. Ihre erfolgreichste Veröffentlichung ist das Album Blue mit über 6,3 Millionen verkauften Einheiten. Bisher erreichten zwei ihrer Alben Platz 1 der US-amerikanischen Billboard 200.

## Alben

### Studioalben
| Jahr | Titel                                     | Höchstplatzierung, Gesamtwochen, AuszeichnungChartplatzierungen (Jahr, Titel, Platzierungen, Wochen, Auszeichnungen, Anmerkungen) | Höchstplatzierung, Gesamtwochen, AuszeichnungChartplatzierungen (Jahr, Titel, Platzierungen, Wochen, Auszeichnungen, Anmerkungen) | Höchstplatzierung, Gesamtwochen, AuszeichnungChartplatzierungen (Jahr, Titel, Platzierungen, Wochen, Auszeichnungen, Anmerkungen) | Höchstplatzierung, Gesamtwochen, AuszeichnungChartplatzierungen (Jahr, Titel, Platzierungen, Wochen, Auszeichnungen, Anmerkungen) | Höchstplatzierung, Gesamtwochen, AuszeichnungChartplatzierungen (Jahr, Titel, Platzierungen, Wochen, Auszeichnungen, Anmerkungen) | Anmerkungen                              |
| Jahr | Titel                                     | DE | AT | CH | UK | US | Anmerkungen                              |
| ---- | ----------------------------------------- | --- | --- | --- | --- | --- | ---------------------------------------- |
| 1991 | Blue                                      | — | — | — | — | — | Erstveröffentlichung: 1991               |
| 1994 | All That                                  | — | — | — | — | — | Erstveröffentlichung: 1994               |
| 1996 | Blue                                      | — | — | — | UK99 (1 Wo.)UK | US3 ×6Sechsfachplatin · (97 Wo.)US                                                                                                | Erstveröffentlichung: 9. Juli 1996       |
| 1997 | You Light Up My Life: Inspirational Songs | — | — | — | — | US1 ×4Vierfachplatin · (55 Wo.)US                                                                                                 | Erstveröffentlichung: 9. September 1997  |
| 1998 | Sittin’ on Top of the World               | DE42 (12 Wo.)DE | — | CH34 (4 Wo.)CH | UK11 Gold · (26 Wo.)UK | US3 Platin · (37 Wo.)US | Erstveröffentlichung: 5. Mai 1998        |
| 1999 | LeAnn Rimes                               | — | — | — | — | US8 Platin · (23 Wo.)US | Erstveröffentlichung: 26. Oktober 1999   |
| 2002 | Twisted Angel                             | DE33 (5 Wo.)DE | AT64 (3 Wo.)AT | CH18 (8 Wo.)CH | UK14 Silber · (4 Wo.)UK | US12 Gold · (16 Wo.)US | Erstveröffentlichung: 1. Oktober 2002    |
| 2005 | This Woman                                | — | — | — | — | US3 Gold · (47 Wo.)US | Erstveröffentlichung: 25. Januar 2005    |
| 2006 | Whatever We Wanna                         | DE65 (1 Wo.)DE | AT61 (1 Wo.)AT | CH42 (4 Wo.)CH | UK15 (3 Wo.)UK | — | Erstveröffentlichung: 6. Juni 2006       |
| 2007 | Family                                    | — | — | CH68 (2 Wo.)CH | UK31 (3 Wo.)UK | US4 (20 Wo.)US | Erstveröffentlichung: 9. Oktober 2007    |
| 2011 | Lady & Gentlemen                          | — | — | — | UK96 (1 Wo.)UK | US32 (4 Wo.)US | Erstveröffentlichung: 27. September 2011 |
| 2013 | Spitfire                                  | — | — | — | — | US36 (3 Wo.)US | Erstveröffentlichung: 15. April 2013     |
| 2016 | Remnants                                  | — | — | — | UK15 (3 Wo.)UK | US88 (1 Wo.)US | Erstveröffentlichung: 28. Oktober 2016   |
| 2020 | Chant: The Human & The Holy               | — | — | — | — | — | Erstveröffentlichung: 20. November 2020  |
| 2022 | God's Work                                | — | — | — | — | — | Erstveröffentlichung: 16. September 2022 |

### Kompilationen
| Jahr | Titel                                               | Höchstplatzierung, Gesamtwochen, AuszeichnungChartplatzierungen (Jahr, Titel, Platzierungen, Wochen, Auszeichnungen, Anmerkungen) | Höchstplatzierung, Gesamtwochen, AuszeichnungChartplatzierungen (Jahr, Titel, Platzierungen, Wochen, Auszeichnungen, Anmerkungen) | Höchstplatzierung, Gesamtwochen, AuszeichnungChartplatzierungen (Jahr, Titel, Platzierungen, Wochen, Auszeichnungen, Anmerkungen) | Höchstplatzierung, Gesamtwochen, AuszeichnungChartplatzierungen (Jahr, Titel, Platzierungen, Wochen, Auszeichnungen, Anmerkungen) | Höchstplatzierung, Gesamtwochen, AuszeichnungChartplatzierungen (Jahr, Titel, Platzierungen, Wochen, Auszeichnungen, Anmerkungen) | Anmerkungen                             |
| Jahr | Titel                                               | DE | AT | CH | UK | US | Anmerkungen                             |
| ---- | --------------------------------------------------- | --- | --- | --- | --- | --- | --------------------------------------- |
| 1997 | Unchained Melody: The Early Years                   | — | — | — | — | US1 ×2Doppelplatin · (54 Wo.)US                                                                                                   | Erstveröffentlichung: 11. Februar 1997  |
| 2001 | I Need You                                          | DE14 (11 Wo.)DE | AT11 (11 Wo.)AT | CH6 Gold · (18 Wo.)CH | UK7 Gold · (18 Wo.)UK | US10 Platin · (30 Wo.)US | Erstveröffentlichung: 30. Januar 2001   |
| 2001 | God Bless America                                   | — | — | — | — | US159 (3 Wo.)US | Erstveröffentlichung: 16. Oktober 2001  |
| 2003 | Greatest Hits                                       | — | — | — | — | US24 Platin · (23 Wo.)US | Erstveröffentlichung: 18. November 2003 |
| 2004 | The Best Of                                         | DE8 (10 Wo.)DE | AT11 (7 Wo.)AT | CH8 (8 Wo.)CH | UK2 Platin · (22 Wo.)UK | — | Erstveröffentlichung: 2. Februar 2004   |
| 2004 | Dance Like You Don't Give A...Greatest Hits Remixes | — | — | CH90 (2 Wo.)CH | — | — | Erstveröffentlichung: 5. August 2004    |

Weitere Kompilationen
- 2015: All-Time Greatest Hits
- 2018: The Biggest Hits of LeAnn Rimes

### EPs
| Jahr | Titel                  | Höchstplatzierung, Gesamtwochen, AuszeichnungChartplatzierungen (Jahr, Titel, Platzierungen, Wochen, Auszeichnungen, Anmerkungen) | Höchstplatzierung, Gesamtwochen, AuszeichnungChartplatzierungen (Jahr, Titel, Platzierungen, Wochen, Auszeichnungen, Anmerkungen) | Höchstplatzierung, Gesamtwochen, AuszeichnungChartplatzierungen (Jahr, Titel, Platzierungen, Wochen, Auszeichnungen, Anmerkungen) | Höchstplatzierung, Gesamtwochen, AuszeichnungChartplatzierungen (Jahr, Titel, Platzierungen, Wochen, Auszeichnungen, Anmerkungen) | Höchstplatzierung, Gesamtwochen, AuszeichnungChartplatzierungen (Jahr, Titel, Platzierungen, Wochen, Auszeichnungen, Anmerkungen) | Anmerkungen                            |
| Jahr | Titel                  | DE | AT | CH | UK | US | Anmerkungen                            |
| ---- | ---------------------- | --- | --- | --- | --- | --- | -------------------------------------- |
| 2014 | What a Wonderful World | — | — | — | — | US172 (1 Wo.)US | Erstveröffentlichung: 27. Oktober 2014 |

Weitere EPs
- 1992: From My Heart to Yours
- 2018: Re-Imagined

### Weihnachtsalben
| Jahr | Titel                  | Höchstplatzierung, Gesamtwochen, AuszeichnungChartplatzierungen (Jahr, Titel, Platzierungen, Wochen, Auszeichnungen, Anmerkungen) | Höchstplatzierung, Gesamtwochen, AuszeichnungChartplatzierungen (Jahr, Titel, Platzierungen, Wochen, Auszeichnungen, Anmerkungen) | Höchstplatzierung, Gesamtwochen, AuszeichnungChartplatzierungen (Jahr, Titel, Platzierungen, Wochen, Auszeichnungen, Anmerkungen) | Höchstplatzierung, Gesamtwochen, AuszeichnungChartplatzierungen (Jahr, Titel, Platzierungen, Wochen, Auszeichnungen, Anmerkungen) | Höchstplatzierung, Gesamtwochen, AuszeichnungChartplatzierungen (Jahr, Titel, Platzierungen, Wochen, Auszeichnungen, Anmerkungen) | Anmerkungen                            |
| Jahr | Titel                  | DE | AT | CH | UK | US | Anmerkungen                            |
| ---- | ---------------------- | --- | --- | --- | --- | --- | -------------------------------------- |
| 2004 | What a Wonderful World | — | — | — | — | US81 (6 Wo.)US | Erstveröffentlichung: 12. Oktober 2004 |
| 2015 | Today Is Christmas     | — | — | — | — | US88 (3 Wo.)US | Erstveröffentlichung: 16. Oktober 2015 |

## Singles

### Als Leadmusikerin
| Jahr | Titel Album                                                      | Höchstplatzierung, Gesamtwochen, AuszeichnungChartplatzierungen (Jahr, Titel, Album, Platzierungen, Wochen, Auszeichnungen, Anmerkungen) | Höchstplatzierung, Gesamtwochen, AuszeichnungChartplatzierungen (Jahr, Titel, Album, Platzierungen, Wochen, Auszeichnungen, Anmerkungen) | Höchstplatzierung, Gesamtwochen, AuszeichnungChartplatzierungen (Jahr, Titel, Album, Platzierungen, Wochen, Auszeichnungen, Anmerkungen) | Höchstplatzierung, Gesamtwochen, AuszeichnungChartplatzierungen (Jahr, Titel, Album, Platzierungen, Wochen, Auszeichnungen, Anmerkungen) | Höchstplatzierung, Gesamtwochen, AuszeichnungChartplatzierungen (Jahr, Titel, Album, Platzierungen, Wochen, Auszeichnungen, Anmerkungen) | Anmerkungen                                                   | [↑]: gemeinsam behandelt mit vorhergehendem Eintrag; [←]: in beiden Charts platziert |
| Jahr | Titel Album                                                      | DE | AT | CH | UK | US | Anmerkungen                                                   |                                                                                      |
| ---- | ---------------------------------------------------------------- | --- | --- | --- | --- | --- | ------------------------------------------------------------- | ------------------------------------------------------------------------------------ |
| 1996 | Blue                                                             | — | — | — | UK23 (6 Wo.)UK | US26 Platin · (20 Wo.)US | Erstveröffentlichung: 4. Juni 1996                            |                                                                                      |
| 1997 | How Do I Live Greatest Hits                                      | DE22 (20 Wo.)DE | AT24 (10 Wo.)AT | CH24 (9 Wo.)CH | UK7 ×2Doppelplatin · (36 Wo.)UK | US2 ×4Vierfachplatin · (69 Wo.)US | Erstveröffentlichung: 27. Mai 1997                            |                                                                                      |
| 1998 | Looking Through Your Eyes Sittin’ on Top of the World            | — | — | — | UK38 (2 Wo.)UK | US18 Gold · (24 Wo.)US | Erstveröffentlichung: 24. März 1998                           |                                                                                      |
| 1998 | Commitment Sittin’ on Top of the World                           | — | — | —[UK: ↑] | UK38 (2 Wo.)UK | — | Erstveröffentlichung: 23. April 1998                          |                                                                                      |
| 1999 | Written in the Stars I Need You / Elton John and Tim Rice’s Aida | DE79 (9 Wo.)DE | AT28 (8 Wo.)AT | CH34 (4 Wo.)CH | UK10 (10 Wo.)UK | US29 Gold · (10 Wo.)US | Erstveröffentlichung: 23. Februar 1999 mit Elton John         |                                                                                      |
| 1999 | Big Deal LeAnn Rimes                                             | — | — | — | — | US23 (20 Wo.)US | Erstveröffentlichung: 28. September 1999                      |                                                                                      |
| 1999 | Crazy LeAnn Rimes                                                | — | — | — | UK36 (3 Wo.)UK | — | Erstveröffentlichung: 28. Dezember 1999                       |                                                                                      |
| 2000 | I Need You                                                       | DE63 (4 Wo.)DE | — | — | UK13 (11 Wo.)UK | US11 Gold · (25 Wo.)US | Erstveröffentlichung: 18. Juli 2000                           |                                                                                      |
| 2000 | Can’t Fight the Moonlight I Need You                             | DE8 (27 Wo.)DE | AT8 (19 Wo.)AT | CH2 Gold · (32 Wo.)CH | UK1 ×2Doppelplatin · (23 Wo.)UK | US11 Platin · (42 Wo.)US | Erstveröffentlichung: 1. August 2000                          |                                                                                      |
| 2002 | But I Do Love You I Need You                                     | — | — | — | UK20 (8 Wo.)UK | — | Erstveröffentlichung: 11. Februar 2002                        |                                                                                      |
| 2002 | Life Goes On Twisted Angel                                       | DE39 (9 Wo.)DE | AT24 (10 Wo.)AT | CH24 (24 Wo.)CH | UK11 (8 Wo.)UK | — | Erstveröffentlichung: 26. August 2002                         |                                                                                      |
| 2003 | Suddenly Twisted Angel                                           | DE90 (1 Wo.)DE | — | — | UK47 (2 Wo.)UK | — | Erstveröffentlichung: 18. Februar 2003                        |                                                                                      |
| 2003 | We Can Greatest Hits                                             | — | — | — | UK27 (3 Wo.)UK | — | Erstveröffentlichung: 28. Oktober 2003                        |                                                                                      |
| 2004 | This Love Greatest Hits                                          | — | — | — | UK54 (1 Wo.)UK | — | Erstveröffentlichung: 3. Februar 2004                         |                                                                                      |
| 2004 | Nothin’ ’bout Love Makes Sense This Woman                        | — | — | — | — | US52 (16 Wo.)US | Erstveröffentlichung: 30. August 2004                         |                                                                                      |
| 2005 | Probably Wouldn’t Be This Way This Woman                         | — | — | — | — | US54 (14 Wo.)US | Erstveröffentlichung: 2005                                    |                                                                                      |
| 2005 | Something’s Gotta Give This Woman                                | — | — | — | — | US51 (16 Wo.)US | Erstveröffentlichung: 12. Dezember 2005                       |                                                                                      |
| 2006 | And It Feels Like Whatever We Wanna                              | — | — | — | UK22 (3 Wo.)UK | — | Erstveröffentlichung: 29. Mai 2006                            |                                                                                      |
| 2006 | Everybody’s Someone Whatever We Wanna                            | — | — | — | UK48 (2 Wo.)UK | — | Erstveröffentlichung: 25. September 2006 feat. Brian McFadden |                                                                                      |
| 2007 | Nothin’ Better to Do Family                                      | — | — | — | UK48 (2 Wo.)UK | US73 (13 Wo.)US | Erstveröffentlichung: Mai 2007                                |                                                                                      |

Weitere Singles
- 1996: Hurt Me
- 1996: One Way Ticket
- 1996: Unchained Melody
- 1997: The Light in Your Eyes
- 1997: You Light Up My Life (US: Gold)
- 1997: On the Side of Angels
- 1998: Nothin’ New Under the Moon
- 1998: These Arms of Mine
- 1999: Feels Like Home
- 2001: God Bless America
- 2006: Some People
- 2008: Good Friend and a Glass of Wine
- 2008: What I Cannot Change
- 2010: Swingin
- 2010: Crazy Women
- 2011: Give
- 2012: What Have I Done
- 2012: Borrowed
- 2013: Spitfire
- 2013: Gasoline and Matches
- 2016: The Story
- 2016: How to Kiss a Boy
- 2017: Long Live Love
- 2017: Love Is Love Is Love
- 2017: Love Line
- 2020: My Heart
- 2020: Sing Love into the World
- 2020: Throw My Arms Around the World

### Als Gastmusikerin
| Jahr | Titel Album                                  | Höchstplatzierung, Gesamtwochen, AuszeichnungChartplatzierungen (Jahr, Titel, Album, Platzierungen, Wochen, Auszeichnungen, Anmerkungen) | Höchstplatzierung, Gesamtwochen, AuszeichnungChartplatzierungen (Jahr, Titel, Album, Platzierungen, Wochen, Auszeichnungen, Anmerkungen) | Höchstplatzierung, Gesamtwochen, AuszeichnungChartplatzierungen (Jahr, Titel, Album, Platzierungen, Wochen, Auszeichnungen, Anmerkungen) | Höchstplatzierung, Gesamtwochen, AuszeichnungChartplatzierungen (Jahr, Titel, Album, Platzierungen, Wochen, Auszeichnungen, Anmerkungen) | Höchstplatzierung, Gesamtwochen, AuszeichnungChartplatzierungen (Jahr, Titel, Album, Platzierungen, Wochen, Auszeichnungen, Anmerkungen) | Anmerkungen                                                          |
| Jahr | Titel Album                                  | DE | AT | CH | UK | US | Anmerkungen                                                          |
| ---- | -------------------------------------------- | --- | --- | --- | --- | --- | -------------------------------------------------------------------- |
| 2004 | Last Thing on My Mind Turn It On             | DE50 (9 Wo.)DE | AT33 (7 Wo.)AT | CH44 (9 Wo.)CH | UK5 (9 Wo.)UK | — | Erstveröffentlichung: 7. Juni 2004 Ronan Keating feat. LeAnn Rimes   |
| 2007 | Till We Ain’t Strangers Anymore Lost Highway | DE39 (8 Wo.)DE | — | — | — | — | Erstveröffentlichung: November 2007 Bon Jovi feat. LeAnn Rimes       |
| 2008 | Just Stand Up! –                             | — | AT73 (1 Wo.)AT | — | UK26 (3 Wo.)UK | US11 (4 Wo.)US | Erstveröffentlichung: 21. August 2008 mit Artists Stand Up to Cancer |

## Videoalben
- 2004: The Best of LeAnn Rimes
- 2006: LeAnn Rimes: The Complete DVD Collection

## Statistik

### Chartauswertung
|                     | DE    | AT    | CH    | UK    | US     |
| ------------------- | ----- | ----- | ----- | ----- | ------ |
| Nummer-eins-Alben   | DE—DE | AT—AT | CH—CH | UK—UK | US2US  |
| Top-10-Alben        | DE1DE | AT—AT | CH2CH | UK2UK | US8US  |
| Alben in den Charts | DE5DE | AT4AT | CH7CH | UK9UK | US17US |

|                       | DE    | AT    | CH    | UK     | US     |
| --------------------- | ----- | ----- | ----- | ------ | ------ |
| Nummer-eins-Singles   | DE—DE | AT—AT | CH—CH | UK1UK  | US—US  |
| Top-10-Singles        | DE1DE | AT1AT | CH1CH | UK4UK  | US1US  |
| Singles in den Charts | DE8DE | AT6AT | CH5CH | UK17UK | US12US |

### Auszeichnungen für Musikverkäufe
| Silberne Schallplatte - Frankreich - 2001: für das Album I Need You Goldene Schallplatte - Australien - 1996: für die Single Blue - 1997: für das Album Unchained Melody: The Early Years - 2000: für das Album Sittin’ on Top of the World - 2002: für das Album Twisted Angel - 2004: für das Album Greatest Hits - Dänemark - 2001: für das Album I Need You - 2001: für die Single Can’t Fight the Moonlight (Physisch) - 2025: für die Single Can’t Fight the Moonlight (Digital) - Frankreich - 2001: für die Single Can’t Fight the Moonlight - Kanada - 2002: für das Album Twisted Angel - Neuseeland - 1998: für das Album You Light Up My Life - 2001: für das Album I Need You - 2001: für die Single Can’t Fight the Moonlight - 2003: für das Album Twisted Angel - Niederlande - 1998: für die Single How Do I Live - Norwegen - 1998: für die Single How Do I Live | Platin-Schallplatte - Australien - 1997: für das Album You Light Up My Life - 2002: für die Single Life Goes On - Belgien - 2001: für die Single Can’t Fight the Moonlight - Finnland - 2001: für das Album I Need You - Kanada - 1997: für das Album Unchained Melody: The Early Years - 1998: für das Album Sittin’ on Top of the World - 2000: für das Album Leann - 2001: für das Album I Need You - Neuseeland - 1997: für das Album Blue - 2004: für das Album Greatest Hits - Niederlande - 2001: für die Single Can’t Fight the Moonlight - Schweden - 2001: für die Single Can’t Fight the Moonlight | 2× Platin-Schallplatte - Australien - 1996: für das Album Blue - Kanada - 2000: für das Album You Light Up My Life 3× Platin-Schallplatte - Australien - 2001: für die Single Can’t Fight the Moonlight - Kanada - 1997: für das Album Blue |

Anmerkung: Auszeichnungen in Ländern aus den Charttabellen bzw. Chartboxen sind in ebendiesen zu finden.
| Land/RegionAuszeichnungen für Musikverkäufe (Land/Region, Auszeichnungen, Verkäufe, Quellen) | Silber     | Gold       | Platin       | Verkäufe   | Quellen                                                             |
| -------------------------------------------------------------------------------------------- | ---------- | ---------- | ------------ | ---------- | ------------------------------------------------------------------- |
| Australien (ARIA)                                                                            | —          | 5× Gold5   | 7× Platin7   | 665.000    | aria.com.au                                                         |
| Belgien (BRMA)                                                                               | —          | —          | Platin1      | 50.000     | ultratop.be                                                         |
| Dänemark (IFPI)                                                                              | —          | 3× Gold3   | —            | 80.000     | ifpi.dk musik.org (Memento vom 5. Oktober 2002 im Internet Archive) |
| Finnland (IFPI)                                                                              | —          | —          | Platin1      | 30.335     | ifpi.fi                                                             |
| Frankreich (SNEP)                                                                            | Silber1    | Gold1      | —            | 300.000    | infodisc.fr snepmusique.com                                         |
| Kanada (MC)                                                                                  | —          | Gold1      | 9× Platin9   | 950.000    | musiccanada.com                                                     |
| Neuseeland (RMNZ)                                                                            | —          | 4× Gold4   | 2× Platin2   | 57.500     | aotearoamusiccharts.co.nz                                           |
| Niederlande (NVPI)                                                                           | —          | Gold1      | Platin1      | 110.000    | nvpi.nl                                                             |
| Norwegen (IFPI)                                                                              | —          | Gold1      | —            | 10.000     | ifpi.no (Memento vom 5. November 2012 im Internet Archive)          |
| Schweden (IFPI)                                                                              | —          | —          | Platin1      | 30.000     | sverigetopplistan.se                                                |
| Schweiz (IFPI)                                                                               | —          | 2× Gold2   | —            | 45.000     | hitparade.ch                                                        |
| Vereinigte Staaten (RIAA)                                                                    | —          | 6× Gold6   | 22× Platin22 | 25.000.000 | riaa.com                                                            |
| Vereinigtes Königreich (BPI)                                                                 | Silber1    | 2× Gold2   | 5× Platin5   | 2.960.000  | bpi.co.uk                                                           |
| Insgesamt                                                                                    | 2× Silber2 | 26× Gold26 | 49× Platin49 |            |                                                                     |